# Leptomenes eumenoides
Leptomenes eumenoides är en stekelart som först beskrevs av Frederick Smith 1857.
Leptomenes eumenoides ingår i släktet Leptomenes och familjen Eumenidae. Utöver nominatformen finns också underarten Leptomenes eumenoides claripes.